# ZORRO 仮面のメサイア
宝塚アドベンチャー・ロマン『ZORRO 仮面のメサイア』（ゾロ かめんのメサイア）は、2009年に宝塚歌劇団雪組で上演された舞台作品。24場。
水夏希主演、谷正純脚本・演出。 併演作品は日本物ショーの『風の錦絵』。
『怪傑ゾロ』をモチーフとし、19世紀初頭のスペイン占領下のカリフォルニアを舞台に、スペインの圧政に苦しむ人々の前に敢然と現れ、悪者を懲らしめるゾロ・レディゾロの愛と勇気と冒険の物語が描かれた。
主演娘役・白羽ゆりの退団公演となった。

## 公演日程
- 宝塚大劇場公演
2009年3月13日 - 4月13日[1]（新人公演：3月31日）
- 東京宝塚劇場公演
2009年5月1日 - 5月31日[1]（新人公演：5月14日）

## 主な配役
※「（）」の人物は新人公演
- ドン・ディエゴ／ゾロ … 水夏希（香綾しずる）[2]
- ロリータ／レディゾロ … 白羽ゆり（愛原実花）[2]
- メンドーサ大佐 … 彩吹真央（凛城きら）[2]
- ベルナルド／ゾロの影 … 音月桂（帆風成海）[2]
- オリバレス総督… 宝塚：凰稀かなめ・東京： 早霧せいな ※組替えによる配役変更（彩風咲奈）[2]

- 長老レッド・ウィロー … 未沙のえる（香音有希）[2]
- ドン・カルロス … 未沙のえる（詩風翠）[2]
- カタリーナ … 一原けい（大月さゆ）[2]
- アレハンドロ … 飛鳥裕（愛輝ゆま）[2]
- ホセ・ディアス … 未来優希（蓮城まこと）[2]
- トイプルニア … ゆり香紫保（美乃ほのか）[2]
- ルイーザ … 天勢いづる（沙月愛奈）[2]
- アルセニオ … 麻樹ゆめみ（千風カレン）[2]
- マニトゥ … 舞咲りん（悠月れな）[2]
- マルケス … 奏乃はると（涼瀬みうと）[2]
- ブラック・エルク … 彩那音（凰華れの）[2]
- マヌエラ … 森咲かぐや（希世みらの）[2]
- 総督夫人 … 花帆杏奈（花夏ゆりん）[2]
- ロサリオ … 神麗華（雛月乙葉）[2]
- エステバン夫人 … 涼花リサ（*）[2]
- ホアキン … 谷みずせ（*）[2]
- スレバラン夫人 … 穂月はるな（此花いの莉）[2]
- フェリペ神父 … 真波そら（透真かずき）[2]
- ガルシア軍曹 … 緒月遠麻（真那春人）[2]
- ピン・ペ・オビ … 晴華みどり（笙乃茅桜）[2]
- ブレイブ・バッファロー … 沙央くらま（彩凪翔）[2]
- アウローラ … 鞠輝とわ（花城舞）[2]
- ニーニャ … 早花まこ（天舞音さら）[2]
- ゴメス伍長 … 大凪真生（冴輝ちはや）[2]
- フリオ … 大湖せしる（朝風れい）[2]
- 兵隊 … 紫友みれい（央雅光希）[2]
- エレナ … 大月さゆ（愛加あゆ）[2]
- ミルドリド …	沙月愛奈（桃花ひな）[2]
- キッキング・ベア … 蓮城まこと（梓晴輝）[2]
- ミゲル伍長 … 香綾しずる（煌羽レオ）[2]
- 夜の稲妻 … 愛原実花（舞羽美海）[2]
- オヒティカ … 此花いの莉（華吹乃愛）[2]
- ディケアミス … 愛加あゆ（舞園るり）[2]
- ヌリア … 白渚すず（杏野このみ）[2]
- テカクイータ … 透水さらさ（白渚すず）[2]
- リトル・クロウ … 凛城きら（久城あす）[2]
- フライング・ホース … 彩風咲奈（大澄れい）[2]
- ファナ … 舞羽美海（透水さらさ）[2]
- サンチョ … 帆風成海（悠斗イリヤ）[2]

## スタッフ
宝塚大劇場公演のデータ
- 脚本・演出 … 谷正純[1]
- 作曲・編曲 … 吉崎憲治[3]、宮原透[3]
- 編曲[3] … 前田繁実、脇田稔
- 音楽指揮 … 御﨑惠[3]
- 振付[3] … 羽山紀代美、尚すみれ、若央りさ
- 擬闘 … 渥美博[3]
- 装置 … 新宮有紀[3]
- 衣装 … 任田幾英[3]
- 照明 … 勝柴次朗[4]
- 音響 … 切江勝[4]
- 小道具 … 石橋清利[4]
- 演技指導 … 立ともみ[4]
- 歌唱指導[4] … 吉崎憲治、楊淑美
- 演出助手[4] … 児玉明子、鈴木圭
- 舞台進行 … 原夏希[4]
- 制作 … 川端保光[4]
- 映像 … 奥秀太郎[4]